# Giuseppe Lanzara
Giuseppe Raffaele Francesco Lanzara (Castel San Giorgio, 9 ottobre 1836 – Sarno, 13 novembre 1907) è stato un avvocato e politico italiano.

## Commemorazione
(Senato del Regno, Atti parlamentari. Discussioni, 5 dicembre 1907.)